# The Family Stain
The Family Stain è un film muto del 1915 diretto da Will S. Davis. La sceneggiatura si basa sul romanzo L'Affaire Lerouge di Émile Gaboriau pubblicato a Parigi nel 1866.

## Trama
In una piccola città della provincia francese il detective Tabaret indaga sull'omicidio di Claudine Lerouge. Investigando, scopre che anni prima la vittima, pagata da Richard Cameron, aveva scambiato due neonati, quello della sua amante, madame Gerdy, con il figlio della moglie. Tabaret è sconvolto anche perché è innamorato di madame Gerdy ed è affezionato a suo figlio Noel, colui che ha trovato i documenti che rivelano lo scambio dei bambini. Albert, il figlio di Cameron, viene arrestato per il delitto da Dubaron, il magistrato incaricato delle indagini che, però, è anche un rivale del giovane, essendo innamorato della sua fidanzata Claire. La quale fornisce un alibi ad Albert, dichiarando che il giovane, la notte del delitto, si trovava con lei. Cameron si reca da madame Gerdy, ma la trova agonizzante: la donna, prima di morire, accusa Noel. Il marito di Claudine, la prima vittima, testimonia che in realtà, all'epoca, era riuscito ad evitare lo scambio dei neonati: si sospetta quindi che Noel abbia ucciso Claudine per occultare le prove, in modo da poter diventare lui l'erede del ricco Cameron al posto di Albert. Il giovane, dopo aver lasciato una confessione scritta, si suicida.

## Produzione
Il film fu prodotto dalla Fox Film Corporation.

## Distribuzione
Distribuito dalla Fox Film Corporation, il film uscì nelle sale il 18 ottobre 1915.